# Dveře chaosu
Dveře chaosu (japonsky グレンツェン・テューア, Gurencen Tjúa, název je transkripcí německého Grenzen Tür) je japonská šódžo manga o tří svazcích, jejíž autorkou je Rjóko Micuki. Mangu původně vydalo v Japonsku nakladatelství SB Creative v letech 2008 až 2009. V Česku jej vydalo nakladatelství Zoner Press jako svůj první manga titul.